# 罗迪翁·克默塔鲁
罗迪翁·克默塔鲁（羅馬尼亞語：Rodion Cămătaru，1958年6月22日—），罗马尼亚男子足球运动员，司职前锋。他曾代表罗马尼亚国家队参加1990年国际足联世界杯，结果队伍止步十六强。